# Séverin Tchounkeu
Séverin Tchounkeu, né le 1er janvier 1963 est un chef d'entreprise camerounais connu comme PDG et propriétaire du quotidien La Nouvelle Expression, de la chaîne de télévision Equinoxe Télévision et de la Radio Équinoxe, trois organes d’informations basées à Douala. Il est aussi propriétaire d’un hebdomadaire satirique et  d’une imprimerie.

## Biographie

### Débuts
Né au Cameroun en 1963, Il suit son parcours académique  en France, à Bordeaux et Paris. En 1983, il obtient son baccalauréat G3 au lycée Technique Cours de Lyser à Bordeaux. 
Entre 1985 et 1987, il est étudiant à l’Université de Paris IX Dauphine. En 1985 il obtient un DEUG en Gestion et en 1987, une Maîtrise en Sciences de Gestion, avec pour options, contrôle de gestion et fiscalité d’entreprise.
En 1989, il fait un DEA en Sciences Politiques à l’Université de Paris II Panthéon Sorbonne. 
À l’Institut Supérieur de Commerce Extérieur de Paris, il obtient un DES de Commerce Extérieur.

### Carrière

#### Retour au Cameroun et la direction de média
En 1990, il retourne au Cameroun pour poursuivre une carrière d’homme de presse. En qualité de Directeur de Publication. Il s’est lancé dans la presse à 28 ans, en 1991, en créant l'hebdomadaire de format tabloïd La Nouvelle Expression, passé en quotidien en 2004. En dépit de la défiance du pouvoir à l’égard de la presse dite indépendante, il parvient à bâtir un groupe de presse diversifié, avec quelque 300 employés en 2016.

#### L'expérience de la radio et télévision
Avec un décret de 2000, libéralisant l’audiovisuel, il crée la chaîne de télévision, Equinoxe Télévision, une des principales chaînes de télévision privées du Cameroun, et la Radio Equinoxe, l’une des radios privées de Douala.
La survie de son groupe est menacée entre février et juillet 2008, lorsque Radio Equinoxe et Equinoxe TV ont été fermées par les autorités du Cameroun.
En mars 2020, à la suite des accusations et menaces du ministre de l'administration territoriale Atanga Nji accusant son groupe de média de relayer le rapport de Human Rights Wach sur le massacre de Ngarbuh, il se défend énergiquement, de diriger une "radio milles collines",,,, non républicaine et de haine,,,,.
En décembre 2020, il se rend en RCA avec ses journalistes vedettes Cédrick Noufélé et Serge Alain Ottou. Les 3 journalistes interviewent Faustin-Archange Touadéra alors candidat à un deuxième mandat à la tête de la Centrafrique.

## Actions caritatives
Depuis plusieurs années, grâce à l'initiative "la caravane de Noël en cœur", qui se tient au mois de décembre, Séverin Tchounkeu et son groupe de média offrent des présents de fin d'année à des organismes et institutions sociales (orphelinats,...).

## Mandats et distinctions
- En 2015 il est nommé par le ministre Issa Tchiroma Bakary[18]  Président de la Commission de délivrance de la carte de presse[19]. Carte de Presse sans laquelle il devient en principe impossible d'exercer le métier de journaliste au Cameroun[20].